# Гаранча, Элина
Эли́на Гара́нча (латыш. Elīna Garanča; род. 16 сентября 1976, Рига, Латвийская ССР, СССР) — латвийская оперная певица (меццо-сопрано).

## Биография
Родилась в семье музыкантов (мать Элины известный педагог Анита Гаранча). Училась в Латвийской музыкальной академии, затем в Вене и США. Гастролировала с Латвийской национальной оперой в Бухаресте и Афинах, состояла в оперной труппе Майнингена и Франкфурта. Заключила контракт с Венской государственной оперой. 
В 1999 году стала лауреатом международного конкурса молодых вокалистов имени Мирьям Хелин, проходившего в Хельсинки. В 2001 году была финалисткой престижного конкурса BBC Cardiff Singer of the World. 
В 2005 году подписала эксклюзивный контракт на записи с фирмой Deutsche Grammophon. 
29 октября 2015 года Элина была партнёршей Дмитрия Хворостовского в концерте «Хворостовский и друзья» на сцене Государственного Кремлёвского дворца. 
В июне 2016 года выступила с Дмитрием Хворостовским в юрмальском концертном зале «Дзинтари» с оркестром под управлением Константина Орбеляна. 
Кроме родного латышского, владеет русским, английским и немецким языками.

## Исполнительский репертуар
Пела в операх «Анна Болейн» Доницетти (1998), «Севильский цирюльник» Россини (1998), «Кавалер розы» Штрауса (2000), «Сельская честь» Масканьи (2001), «Гензель и Гретель» Хумпердинка (2001), «Так поступают все» (2003) и «Милосердие Тита» Моцарта (2003), «Норма» Беллини (2004), «Золушка» Россини (2004), «Вертер» Массне (2005), «Баязет» Вивальди (2005), «Женитьба Фигаро» Моцарта (2006), «Кармен» Бизе (2007) и другие.
12 января 2008 дебютировала в Метрополитен-опере, спев Розину в «Севильском цирюльнике»; дебют получил высокие оценки американской прессы.
Выступает также как исполнительница песен Шуберта, Брамса, Берга, Лучано Берио.
Репертуар Элины Гаранчи включает:
| Год (дебют) | Композитор              | Опера                    | Роль(-и)                        | Место                                             |
| ----------- | ----------------------- | ------------------------ | ------------------------------- | ------------------------------------------------- |
|             | Вольфганг Амадей Моцарт | La clemenza di Tito      | Annio                           |                                                   |
|             | Пьетро Масканьи         | Cavalleria rusticana     | Lola                            |                                                   |
|             | Пьетро Масканьи         | Cavalleria rusticana     | Santuzza                        |                                                   |
|             | Вольфганг Амадей Моцарт | Le nozze di Figaro       | Cherubino                       |                                                   |
|             | Рихард Штраус           | Der Rosenkavalier        | Octavian                        | Метрополитен-опера                                |
|             | Жюль Массне             | Werther                  | Charlotte                       |                                                   |
|             | Вольфганг Амадей Моцарт | Così fan tutte           | Dorabella                       |                                                   |
|             | Вольфганг Амадей Моцарт | La clemenza di Tito      | Sesto                           |                                                   |
|             | Джоаккино Россини       | Il Barbiere di Siviglia  | Rosina                          |                                                   |
|             | Джоаккино Россини       | La Cenerentola           | Angelina                        | Théâtre des Champs-Elysées, Metropolitan Opera    |
|             | Жорж Бизе               | Carmen                   | Carmen                          |                                                   |
|             | Винченцо Беллини        | I Capuleti e i Montecchi | Romeo                           |                                                   |
| 2011        | Гаэтано Доницетти       | Anna Bolena              | Giovanna Seymour (Джейн Сеймур) | Wiener Staatsoper                                 |
| 2016        | Гаэтано Доницетти       | Roberto Devereux         | Sara                            | Metropolitan Opera                                |
|             | Гаэтано Доницетти       | La favorite              | Léonor de Guzman                |                                                   |
|             | Гектор Берлиоз          | Les Troyens              | Didon                           |                                                   |
|             | Вольфганг Амадей Моцарт | Don Giovanni             | Donna Elvira                    |                                                   |
|             | Жюль Массне             | La Navarraise            | Anita                           |                                                   |
|             | Иоганн Штраус           | Die Fledermaus           | Orlofsky                        |                                                   |
|             | Жак Оффенбах            | Contes d'Hoffmann        | Nicklausse                      |                                                   |
|             | Винченцо Беллини        | Norma                    | Adalgisa                        |                                                   |
|             | Джузеппе Верди          | Don Carlos               | Eboli                           |                                                   |
|             | Джузеппе Верди          | Falstaff                 | Meg Page                        |                                                   |
|             | Гектор Берлиоз          | La damnation de Faust    | Marguerite                      |                                                   |
|             | Гаэтано Доницетти       | Anna Bolena              | Giovanna Seymour (Джейн Сеймур) |                                                   |
| 2018        | Камиль Сен-Санс         | Самсон и Далила          | Далила                          | Венская государственная опера, Метрополитен-опера |
| 2021        | Вильгельм Рихард Вагнер | Парсифаль                | Кундри                          | Венская государственная опера                     |

## Личная жизнь
Элина замужем за дирижёром Карелом Марком Чичоном (род. 1971). У супругов есть две дочери — Кэтрин Луиз Чичон (род. 22.09.2011) и Кристина Софи Чичон (род. 10.01.2014).

## Признание
- Орден Трёх звёзд III степени (2016)[12], IV степени (2007)
- Большая музыкальная награда (2000, 2010)
- Европейская премия за культурные достижения в номинации «Музыкальное искусство» (2006)
- Премия ЭХО-Классик «Певице года» (2007, 2009, 2013, 2015)